# Hugh Porter
Hugh William Porter (Wolverhampton, 27 gennaio 1940) è un ex pistard e ciclista su strada britannico.
Tra i dilettanti fu bronzo mondiale di inseguimento individuale nel 1963 e medaglia d'oro di specialità ai Giochi del Commonwealth nel 1966. Professionista dal 1967 al 1979, fu quattro volte campione del mondo di inseguimento individuale, nel 1968, 1970, 1972 e 1973; fu anche medaglia d'argento iridata nel 1967 e 1969, e di bronzo nel 1971, il che lo ha reso per lungo tempo il ciclista più titolato a livello mondiale nella specialità.
Sposato con l'ex nuotatrice Anita Lonsbrough, nel 1973 venne nominato Membro dell'Ordine dell'Impero Britannico per i servizi resi al ciclismo. Dal 1984 al 2013 è stato commentatore di gare di ciclismo per la BBC. Nel 2009 è stato inserito nella British Cycling Hall of Hame.

## Palmarès

### Pista
- 1963

Campionati britannici, Inseguimento individuale Dilettanti
- 1964

Campionati britannici, Inseguimento individuale Dilettanti
- 1965

Campionati britannici, Inseguimento individuale Dilettanti
- 1966

Giochi dell'Impero e del Commonwealth Britannico, Inseguimento individuale
- 1967

Campionati britannici, Inseguimento individuale
- 1968

Campionati britannici, Inseguimento individuale
Campionati del mondo, Inseguimento individuale
- 1969

Campionati britannici, Inseguimento individuale
- 1970

Campionati del mondo, Inseguimento individuale
- 1972

Campionati del mondo, Inseguimento individuale
- 1973

Campionati del mondo, Inseguimento individuale

### Strada
- 1968 (Mackeson, quattro vittorie)

3ª tappa Mackeson Bournemouth Three Day (Bournemouth > Bournemouth)
3ª tappa Tour of the South West (Weston-super-Mare > Barnstaple)
6ª tappa, 1ª semitappa Tour of the South West (Penzance > Plymouth)
3ª tappa Wills Grand Prix (Weston-super-Mare > Weston-super-Mare)
- 1969 (Mackeson, una vittoria)

Tom Simpson Memorial
- 1970 (Bantel, due vittorie)

2ª tappa, 1ª semitappa Tour of Lincolnshire Five Day (Barton upon Humber > Barton upon Humber, cronometro)
Solihull GP
- 1971 (Bantel, una vittoria)

5ª tappa Wills Grand Prix (Barton upon Humber > Salisbury > Weston)
- 1976 (Bantel, due vittorie)

Tom Simpson Memorial
Harrogate ITT (cronometro)
- 1977 (Bantel, una vittoria)

Harrogate ITT (cronometro)

#### Altri successi
- 1959 (Dilettanti)

Severn Valley Grand Prix
- 1960 (Dilettanti)

North Wolverhampton Road Race
- 1961 (Dilettanti)

Classifica generale Coventry Two Day
Classifica generale Wolverhampton Three Day
Severn Valley Grand Prix
Chelford Road Race
John Parkinson Memorial
- 1962 (Dilettanti)

Blackhills Summer Road Race
Classifica generale Coventry Two Day
- 1964 (Dilettanti)

Brereton Wheelers 25 Time Trial
Woodbank Trophy
- 1965 (Dilettanti)

Brighton to London
Frank Tidmarsh Memorial
Weston-super-Mare Grand Prix
- 1966 (Dilettanti)

Gravesend Regatta Elite, Road Race
Grand Prix of Essex
Circuit of Ashurst
Archer Grand Prix
Severn Valley Grand Prix
5ª tappa Milk Race (Weston-super-Mare > Bournemouth)
Classifica generale Star Trophy Road Series
- 1967 (Mackeson)

Gravesend Regatta Elite, Road Race
Heaton Park Mackeson Elite Criterium
- 1968 (Mackeson)

Keighley, Mackeson, Elite
- 1975 (Bantel)

Lindsey Roads C.C, cronocopoie

### Ciclocross
- 1971

Rugby R.C.C. Cyclo Cross
- 1975

Circuit of Sinderland Woods
Buckley Sports Centre Clwyd

## Piazzamenti

### Grandi Giri
- Tour de France

1968: ritirato (2ª tappa)

### Competizioni mondiali
- Campionati del mondo su pista

Rocourt 1963 - Inseg. individuale Dil.: 3º
Amsterdam 1967 - Inseg. individuale Prof.: 2º
Roma 1968 - Inseg. individuale Prof.: vincitore
Anversa 1969 - Inseg. individuale Prof.: 2º
Leicester 1970 - Inseg. individuale Prof.: vincitore
Varese 1971 - Inseg. individuale Prof.: 3º
Marsiglia 1972 - Inseg. individuale Prof.: vincitore
San Sebastián 1973 - Inseg. individuale Prof.: vincitore
- Campionati del mondo su strada

Leicester 1970 - In linea Prof.: 64º
Gap 1972 - In linea Prof.: ritirato
Ostuni 1976 - In linea Prof.: ritirato
- Giochi olimpici

Tokyo 1964 - Inseg. individuale: 5º
Tokyo 1964 - Inseg. a squadre: 9º

### Competizioni europee
- Campionati europei

Belgio 1968 - Americana: 4°
Belgio 1968 - Omnium Endurance: 8°
Belgio 1969 - Omnium Endurance: 7°